# Elecciones generales de Puerto Rico de 1992
Se realizaron elecciones generales en Puerto Rico el 3 de noviembre de 1992. Pedro Rosselló del Partido Nuevo Progresista fue elegido como Gobernador y al mismo tiempo su partido ganó el cargo de Comisionado Residente a la Cámara de Representantes de los Estados Unidos y la Asamblea Legislativa en ambas cámaras.

## Resultados

### Gobernador
| Candidato       | Candidato              | Partido          | Votos   | %     |
| --------------- | ---------------------- | ---------------- | ------- | ----- |
|                 | Pedro Rosselló         | PNP              | 938,969 | 49.9% |
|                 | Victoria Muñoz Mendoza | PPD              | 862,989 | 45.9% |
|                 | Fernando Martín García | PIP              | 79,219  | 3.9%  |
|                 | Otros candidatos       | Otros candidatos | 695     | .03%  |
| Inválidos/Nulos | Inválidos/Nulos        |                  | –       |       |
| Total           | Total                  | 1,881,372        | 100     |       |
| Fuente: Nohlen  |                        |                  |         |       |

### Comisionado Residente
| Candidato       | Candidato                   | Partido          | Votos     | %    |
| --------------- | --------------------------- | ---------------- | --------- | ---- |
|                 | Carlos Romero Barceló       | PNP              | 908,067   | 48.6 |
|                 | Antonio Colorado            | PPD              | 891,176   | 47.9 |
|                 | Víctor García San Inocencio | PIP              | 63,472    | 3.4  |
|                 | Otros candidatos            | Otros candidatos | 1,548     | 0.0  |
| Inválidos/Nulos | Inválidos/Nulos             | Inválidos/Nulos  |           | –    |
| Total           | Total                       | Total            | 1,860,263 | 100  |
| Fuente: Nohlen  |                             |                  |           |      |

### Cámara de Representantes
| Partido         | Partido         | Votos     | %    | Asientos | +/- |
| --------------- | --------------- | --------- | ---- | -------- | --- |
|                 | PNP             | 860,843   | 46.4 | 36       | +21 |
|                 | PPD             | 728,919   | 39.3 | 16       | -20 |
|                 | PIP             | 262,235   | 14.1 | 1        | -1  |
|                 | Otros partidos  | 2,317     | 0.1  | 0        | –   |
| Inválidos/Nulos | Inválidos/Nulos | 12,199    | –    | –        | –   |
| Total           | Total           | 1,866,513 | 100  | 53       | 0   |
| Fuente: Nohlen  |                 |           |      |          |     |

### Senado
| Partido         | Partido         | Votos     | %    | Asientos | +/-   |
| --------------- | --------------- | --------- | ---- | -------- | ----- |
|                 | PNP             | 848,576   | 46.0 | 20       | +12   |
|                 | PPD             | 717,041   | 38.8 | 8        | -10   |
|                 | PIP             | 209,009   | 11.3 | 1        | 0     |
|                 | Otros partidos  | 1,756     | 0.1  | 0        | –     |
| Independientes  | Independientes  | 70,189    | 3.8  | 0        | Nuevo |
| Inválidos/Nulos | Inválidos/Nulos | 12,199    | –    | –        | –     |
| Total           | Total           | 1,858,770 | 100  | 29       | +2    |
| Fuente: Nohlen  |                 |           |      |          |       |